# Joseph Thomas McGucken
Joseph Thomas McGucken (ur. 13 marca 1902 w Los Angeles, zm. 26 października 1983 w San Francisco) – amerykański duchowny rzymskokatolicki, biskup Sacramento i arcybiskup San Francisco.

## Biografia

### Młodość i prezbiteriat
Studiował inżynierię na Uniwersytecie Kalifornijskim w Los Angeles. Następnie wstąpił do Seminarium Świętego Patryka w Menlo Park. Później wyjechał do Rzymu, gdzie został studentem Papieskiego Kolegium Północnoamerykańskiego. Naukę zakończył w 1928. 15 stycznia 1928 w Rzymie otrzymał święcenia prezbiteriatu i został kapłanem diecezji Los Angeles–San Diego.
Po powrocie do Stanów został sekretarzem biskupa Los Angeles–San Diego Johna Josepha Cantwella (od 1936 arcybiskupa Los Angeles). W 1938 został kanclerzem archidiecezji Los Angeles.

### Biskup
4 lutego 1941 papież Pius XII mianował go biskupem pomocniczym archidiecezji Los Angeles oraz biskupem tytularnym sanavijskim. 19 marca 1941  przyjął sakrę biskupią z rąk arcybiskupa Los Angeles Johna Josepha Cantwella. Współkonsekratorami byli biskup Tucson Daniel James Gercke oraz biskup Monterey-Fresno Philip George Scher.
Po zostaniu biskupem do 1948 nadal wypełniał obowiązki kanclerza archidiecezji. Ponadto od 1944 był proboszczem parafii św. Andrzeja w Pasadenie. W 1948 został wikariuszem generalnym archidiecezji Los Angeles, łącząc tę funkcję z probostwem.
26 października 1955 ten sam papież mianował go koadiutorem biskupa Sacramento. 14 stycznia 1957, po śmierci swojego poprzednika bpa Roberta Johna Armstronga, został ordynariuszem Sacramento. W ciągu jego pięcioletniego pontyfikatu powstało dziewięć parafii, trzy szkoły średnie oraz trzydzieści trzy nowe budynki kościelne. Przeniósł również seminarium diecezjalne.

### Arcybiskup San Francisco
19 lutego 1962 papież Jan XXIII mianował go arcybiskupem San Francisco. Ingres odbył 3 kwietnia 1962. Jednym z pierwszych wyzwań na nowej stolicy była odbudowa katedry, która uległa pożarowi w pierwszym roku pontyfikatu abpa McGuckena. Arcybiskup McGucken powołał zespół architektów, który zaprojektował świątynię w stylu modernistycznym. Budynek został nazwany pierwszą katedrą prawdziwie naszych czasów i dopasowaną do reform liturgicznych soboru.
Jako ojciec soborowy wziął udział w soborze watykańskim II. W 1966 publicznie poparł działania Césara Cháveza - działacza związkowego robotników rolnych, za co został skrytykowany przez część właścicieli winnic.
16 lutego 1977 przeszedł na emeryturę.